# Pattinaggio di velocità ai IV Giochi olimpici invernali
Ai IV Giochi olimpici invernali del 1936 a Garmisch-Partenkirchen (Germania), vennero assegnate medaglie in quattro specialità del pattinaggiò di velocità. Le gare si svolsero nell'anello di ghiaccio del Rießersee.

## Calendario
| Pattinaggio di velocità ai IV Giochi olimpici invernali | Pattinaggio di velocità ai IV Giochi olimpici invernali | Pattinaggio di velocità ai IV Giochi olimpici invernali | Pattinaggio di velocità ai IV Giochi olimpici invernali | Pattinaggio di velocità ai IV Giochi olimpici invernali | Pattinaggio di velocità ai IV Giochi olimpici invernali | Pattinaggio di velocità ai IV Giochi olimpici invernali | Pattinaggio di velocità ai IV Giochi olimpici invernali | Pattinaggio di velocità ai IV Giochi olimpici invernali | Pattinaggio di velocità ai IV Giochi olimpici invernali | Pattinaggio di velocità ai IV Giochi olimpici invernali | Pattinaggio di velocità ai IV Giochi olimpici invernali |
| Eventi / Giorni                                         | Febbraio 1936                                           | Febbraio 1936                                           | Febbraio 1936                                           | Febbraio 1936                                           | Febbraio 1936                                           | Febbraio 1936                                           | Febbraio 1936                                           | Febbraio 1936                                           | Febbraio 1936                                           | Febbraio 1936                                           | Febbraio 1936                                           |
| Eventi / Giorni                                         | 6                                                       | 7                                                       | 8                                                       | 9                                                       | 10                                                      | 11                                                      | 12                                                      | 13                                                      | 14                                                      | 15                                                      | 16                                                      |
| ------------------------------------------------------- | ------------------------------------------------------- | ------------------------------------------------------- | ------------------------------------------------------- | ------------------------------------------------------- | ------------------------------------------------------- | ------------------------------------------------------- | ------------------------------------------------------- | ------------------------------------------------------- | ------------------------------------------------------- | ------------------------------------------------------- | ------------------------------------------------------- |
| 500 metri                                               |                                                         |                                                         |                                                         |                                                         |                                                         | Finale                                                  |                                                         |                                                         |                                                         |                                                         |                                                         |
| 1500 metri                                              |                                                         |                                                         |                                                         |                                                         |                                                         |                                                         |                                                         | Finale                                                  |                                                         |                                                         |                                                         |
| 5000 metri                                              |                                                         |                                                         |                                                         |                                                         |                                                         |                                                         | Finale                                                  |                                                         |                                                         |                                                         |                                                         |
| 10000 metri                                             |                                                         |                                                         |                                                         |                                                         |                                                         |                                                         |                                                         |                                                         | Finale                                                  |                                                         |                                                         |

## Podi
| Evento                 | Oro               | Perform. | Argento         | Perform. | Bronzo          | Perform. |
| 500 metri (dettagli)   | Ivar Ballangrud   | 43"4     | Georg Krog      | 43"5     | Leo Freisinger  | 44"0     |
| 1500 metri (dettagli)  | Charles Mathiesen | 2'19"2   | Ivar Ballangrud | 2'20"2   | Birger Wasenius | 2'20"9   |
| 5000 metri (dettagli)  | Ivar Ballangrud   | 8'19"6   | Birger Wasenius | 8'23"3   | Antero Ojala    | 8'30"1   |
| 10000 metri (dettagli) | Ivar Ballangrud   | 17'24"3  | Birger Wasenius | 17'28"2  | Max Stiepl      | 17'30"0  |

## Medagliere
| Posizione | Paese       |   |   |   | Totale |
| --------- | ----------- | - | - | - | ------ |
| 1         | Norvegia    | 4 | 2 | 0 | 6      |
| 2         | Finlandia   | 0 | 2 | 2 | 4      |
| 3         | Austria     | 0 | 0 | 1 | 1      |
| 3         | Stati Uniti | 0 | 0 | 1 | 1      |
| Totale    | Totale      | 4 | 4 | 4 | 12     |